# Bilinda Butcher

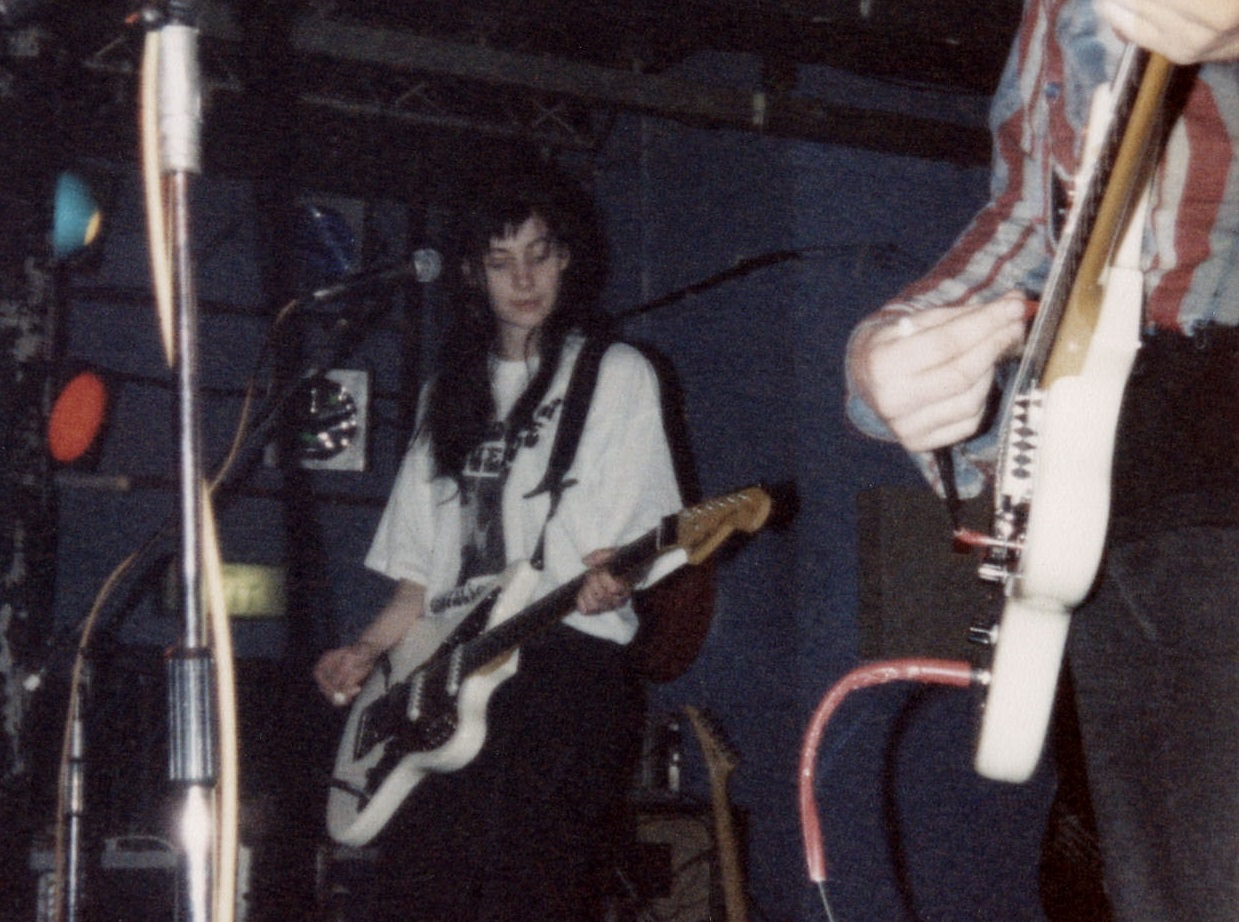
Bilinda Butcher med My Bloody Valentine 1989

Bilinda Butcher, född 16 september 1961 i London, är en brittisk gitarrist, sångare och låtskrivare, känd som en av medlemmarna i det irländska alternativa rockbandet My Bloody Valentine.